# ACF Fiorentina
ACF Fiorentina, thường được gọi là Fiorentina ([fjorenˈtiːna]), là một câu lạc bộ bóng đá chuyên nghiệp Ý có trụ sở ở Firenze, Toscana. Thành lập vào năm 1926, sau đó được tái thành lập vào năm 2002 sau khi phá sản. Trong lịch sử Fiorentina thường xuyên góp mặt ở hạng đấu cao nhất của nước Ý. Hiện nay chỉ có 4 câu lạc bộ là có số mùa bóng ở Serie A nhiều hơn họ.
Fiorentina từng 2 lần vô địch Serie A mùa 1955-56 và 1968-69, 6 lần giành Coppa Italia và 1 lần giành Siêu cúp Italia. Tại các cúp châu Âu, Fiorentina vô địch UEFA Cup Winners' Cup mùa giải 1960-61 và lọt vào chung kết mùa tiếp theo. Fiorentina từng một lần lọt vào chung kết cúp C1 mùa giải 1956-57 nhưng thất bại trước Real Madrid, và một lần về nhì tại UEFA Cup mùa giải 1989-90. Fiorentina đã 2 lần liên tiếp lọt vào trận chung kết UEFA Europa Conference League ở mùa 2022–23 và 2023–24, trở thành câu lạc bộ đầu tiên vào hai trận chung kết liên tiếp và thua cả hai trận trong lịch sử của giải đấu.
Từ năm 1931 sân nhà của câu lạc bộ là Sân vận động Artemio Franchi, sức chứa hiện nay là 47.282 chỗ ngồi. Fiorentina được biết đến nhiều với biệt danh Viola do trang phục thi đấu truyền thống của đội bóng là màu tím.

## Danh hiệu

### Danh hiệu quốc nội
Serie A: 2
- Vô địch: 1955–56; 1968–69

Coppa Italia: 6
- Winners: 1939–40; 1960–61; 1965–66; 1974–75; 1995–96; 2000–01

Supercoppa Italiana: 1
- Vô địch: 1996
- Về nhì: 2001

### Danh hiệu châu Âu
Cúp châu Âu / UEFA Champions League:
- Về nhì (1): 1956–57

UEFA Cup:
- Về nhì (1): 1989–90

Cúp C2: 1
- Vô địch: 1960-61
- Về nhì (1): 1961-62

### Các danh hiệu khác
Mitropa Cup:
- Winners: 1966

Anglo-Italian League Cup: 1
- Winners: 1975

Serie C2 B
- Winners: 2003

## Cầu thủ

### Đội hình hiện tại
Tính đến 4 tháng 2 năm 2025
Ghi chú: Quốc kỳ chỉ đội tuyển quốc gia được xác định rõ trong điều lệ tư cách FIFA. Các cầu thủ có thể giữ hơn một quốc tịch ngoài FIFA.
| Số | VT | Quốc gia    | Cầu thủ                                  |
| -- | -- | ----------- | ---------------------------------------- |
| 1  | TM | Ý           | Pietro Terracciano                       |
| 2  | HV | Brasil      | Dodô (đội trưởng thứ 3)                  |
| 4  | TV | Ý           | Edoardo Bove (cho mượn từ Roma)          |
| 5  | HV | Croatia     | Marin Pongračić                          |
| 6  | HV | Ý           | Luca Ranieri (đội trưởng)                |
| 8  | TV | Ý           | Rolando Mandragora (đội phó)             |
| 9  | TĐ | Argentina   | Lucas Beltrán                            |
| 10 | TĐ | Iceland     | Albert Guðmundsson (cho mượn từ Genoa)   |
| 15 | HV | Ý           | Pietro Comuzzo                           |
| 17 | TĐ | Ý           | Nicolò Zaniolo (cho mượn từ Galatasaray) |
| 18 | HV | Tây Ban Nha | Pablo Marí                               |
| 20 | TĐ | Ý           | Moise Kean                               |

| Số | VT | Quốc gia    | Cầu thủ                                 |
| -- | -- | ----------- | --------------------------------------- |
| 21 | HV | Đức         | Robin Gosens (cho mượn từ Union Berlin) |
| 22 | HV | Argentina   | Matías Moreno                           |
| 23 | TĐ | Ý           | Andrea Colpani (cho mượn từ Monza)      |
| 24 | TV | Maroc       | Amir Richardson                         |
| 27 | TV | Ý           | Cher Ndour                              |
| 29 | TV | Pháp        | Yacine Adli (cho mượn từ Milan)         |
| 30 | TM | Ý           | Tommaso Martinelli                      |
| 32 | TV | Ý           | Danilo Cataldi (cho mượn từ Lazio)      |
| 43 | TM | Tây Ban Nha | David de Gea                            |
| 44 | TV | Ý           | Nicolò Fagioli (cho mượn từ Juventus)   |
| 65 | HV | Ý           | Fabiano Parisi                          |
| 90 | TV | Ý           | Michael Folorunsho (cho mượn từ Napoli) |

### Đội trẻ
Tính đến 31 tháng 12 năm 2024
Ghi chú: Quốc kỳ chỉ đội tuyển quốc gia được xác định rõ trong điều lệ tư cách FIFA. Các cầu thủ có thể giữ hơn một quốc tịch ngoài FIFA.
| Số | VT | Quốc gia | Cầu thủ             |
| -- | -- | -------- | ------------------- |
| 50 | TM | Ý        | Pietro Leonardelli  |
| 60 | HV | Ý        | Eddy Kouadio        |
| 61 | HV | Ý        | Leonardo Baroncelli |

| Số | VT | Quốc gia | Cầu thủ             |
| -- | -- | -------- | ------------------- |
| 63 | TĐ | Ý        | Maat Daniel Caprini |
| 64 | TV | Ý        | Jonas Harder        |
| 66 | TĐ | Ý        | Tommaso Rubino      |

### Các cầu thủ khác theo hợp đồng
Tính đến 4 tháng 2 năm 2025
Ghi chú: Quốc kỳ chỉ đội tuyển quốc gia được xác định rõ trong điều lệ tư cách FIFA. Các cầu thủ có thể giữ hơn một quốc tịch ngoài FIFA.
| Số | VT | Quốc gia | Cầu thủ              |
| -- | -- | -------- | -------------------- |
| —  | HV | Ý        | Gabriele Ferrarini   |
| —  | TV | Ý        | Vittorio Agostinelli |

### Cho mượn
Tính đến 4 tháng 2 năm 2025
Ghi chú: Quốc kỳ chỉ đội tuyển quốc gia được xác định rõ trong điều lệ tư cách FIFA. Các cầu thủ có thể giữ hơn một quốc tịch ngoài FIFA.
| Số | VT | Quốc gia     | Cầu thủ                                                       |
| -- | -- | ------------ | ------------------------------------------------------------- |
| —  | TM | Đan Mạch     | Oliver Christensen (tại Salernitana đến 30 tháng 6 năm 2025)  |
| —  | HV | Ý            | Christian Biagetti (tại Sorrento đến 30 tháng 6 năm 2025)     |
| —  | HV | Ý            | Cristiano Biraghi (tại Torino đến 30 tháng 6 năm 2025)        |
| —  | HV | România      | Eduard Duțu (tại Foggia đến 30 tháng 6 năm 2025)              |
| —  | HV | Ý            | Davide Gentile (tại Salernitana đến 30 tháng 6 năm 2025)      |
| —  | HV | Ý            | Michael Kayode (tại Brentford đến 30 tháng 6 năm 2025)        |
| —  | HV | Bulgaria     | Dimo Krastev (tại Ternana đến 30 tháng 6 năm 2025)            |
| —  | HV | Ý            | Lorenzo Lucchesi (tại Reggiana đến 30 tháng 6 năm 2025)       |
| —  | HV | Ý            | Edoardo Pierozzi (tại Pescara đến 30 tháng 6 năm 2025)        |
| —  | HV | Ý            | Bruno Prati (tại Prato đến 30 tháng 6 năm 2025)               |
| —  | HV | Argentina    | Nicolás Valentini (tại Hellas Verona đến 30 tháng 6 năm 2025) |
| —  | TV | Ý            | Lorenzo Amatucci (tại Salernitana đến 30 tháng 6 năm 2025)    |
| —  | TV | Maroc        | Sofyan Amrabat (tại Fenerbahçe đến 30 tháng 6 năm 2025)       |
| —  | TV | Cộng hòa Séc | Antonín Barák (tại Kasımpaşa đến 30 tháng 6 năm 2025)         |
| —  | TV | Ý            | Alessandro Bianco (tại Monza đến 30 tháng 6 năm 2025)         |

| Số | VT | Quốc gia    | Cầu thủ                                                    |
| -- | -- | ----------- | ---------------------------------------------------------- |
| —  | TV | Ý           | Costantino Favasuli (tại Bari đến 30 tháng 6 năm 2025)     |
| —  | TV | Ý           | Niccolò Fortini (tại Juve Stabia đến 30 tháng 6 năm 2025)  |
| —  | TV | Argentina   | Gino Infantino (tại Al Ain đến 30 tháng 6 năm 2025)        |
| —  | TV | Ý           | Niccolò Nardi (tại Pianese đến 30 tháng 6 năm 2025)        |
| —  | TV | Maroc       | Abdelhamid Sabiri (tại Al-Taawoun đến 30 tháng 6 năm 2025) |
| —  | TV | Ý           | Lorenzo Vigiani (tại Pro Vercelli đến 30 tháng 6 năm 2025) |
| —  | TĐ | Croatia     | Josip Brekalo (tại Kasımpaşa đến 30 tháng 6 năm 2025)      |
| —  | TĐ | Ý           | Filippo Distefano (tại Frosinone đến 30 tháng 6 năm 2025)  |
| —  | TĐ | Argentina   | Nico González (tại Juventus đến 30 tháng 6 năm 2025)       |
| —  | TĐ | Pháp        | Jonathan Ikoné (tại Como đến 30 tháng 6 năm 2025)          |
| —  | TĐ | Bờ Biển Ngà | Christian Kouamé (tại Empoli đến 30 tháng 6 năm 2025)      |
| —  | TĐ | Angola      | M'Bala Nzola (tại Lens đến 30 tháng 6 năm 2025)            |
| —  | TĐ | Sénégal     | Fallou Sene (tại Lecco đến 30 tháng 6 năm 2025)            |
| —  | TĐ | Ý           | Riccardo Sottil (tại Milan đến 30 tháng 6 năm 2025)        |
| —  | TĐ | Albania     | Eljon Toçi (tại Pro Patria đến 30 tháng 6 năm 2025)        |

### Số áo được treo
- 13  Davide Astori, hậu vệ (2015–18) – vinh dự sau khi chết[7]